# Emidio De Felice
Emidio De Felice (Milano, 1918 – Genova, 1993) è stato un linguista e lessicografo italiano.

## Biografia
Nato a Milano nel 1918, si laureò a Firenze con Giacomo Devoto; docente universitario dal 1963, insegnò glottologia all'Università di Genova, dove gli è stata dedicata una sala dell'Istituto di Glottologia. Autore di dizionari della lingua italiana, testi di grammatica e antologie latine, è noto principalmente per le sue ricerche sull'onomastica italiana, basate sulle analisi quantitative degli elenchi degli abbonati telefonici. Morì a Genova nel 1993.
Ha seguito le sue orme la nipote Irene De Felice, attiva prima all'Università di Pisa e poi nella stessa Università di Genova.

## Opere principali
- La pronuncia del latino classico, Arona (Varese), Ed. Paideia, 1948.
- Grammaticae principia: corso di latino per la scuola media, Palermo, Palumbo, 1960.
- La preposizione italiana "a", Firenze, Sansoni, 1960.
- La romanizzazione dell'estremo Sud d'Italia, Firenze, L. S. Olschki, 1962.
- Le coste della Sardegna: saggio toponomastico storico-descrittivo, Cagliari, Ed. Sarda Fossataro, 1964.
- Dizionario della lingua e della civiltà italiana contemporanea, coautore Aldo Duro, Palermo, Palumbo, 1974.
- Dizionario dei cognomi italiani, Milano, A. Mondadori, 1978.
- I cognomi italiani: rilevamenti quantitativi dagli elenchi telefonici: informazioni socioeconomiche e culturali, onomastiche e linguistiche, Bologna, il Mulino, 1980.
- I nomi degli italiani. Informazioni onomastiche e linguistiche socioculturali e religiose. Rilevamenti quantitativi dei nomi personali dagli elenchi telefonici, Roma, SARIN, Venezia, Marsilio Editori, 1982. ISBN 88-317-5082-8
- Le parole d'oggi: il lessico quotidiano, religioso, intellettuale, politico, economico, scientifico, dell'arte e dei media, Milano, A. Mondadori, 1984.
- Dizionario dei nomi italiani: origine, etimologia, storia, diffusione e frequenza di oltre 18000 nomi, Milano, A. Mondadori, 1986.
- Nomi e cultura: riflessi della cultura italiana dell'Ottocento e del Novecento nei nomi personali, Venezia, Marsilio, 1987. ISBN 88-317-5026-7.
- Dizionario critico dei sinonimi italiani, Venezia, Marsilio, 1991. ISBN 88-317-5412-2.
- Vocabolario italiano, coautore Aldo Duro, Torino, Società editrice internazionale; Palermo, Palumbo, 1993. ISBN 88-05-05297-3.